# MONUA
La Missione degli Osservatori delle Nazioni Unite in Angola (MONUA dallo spagnolo Misión de observadores de las Naciones Unidas en Angola) è stata una missione di pace dell'ONU decisa dal Consiglio di Sicurezza il 30 giugno 1997 con la risoluzione 1118.
La missione si rese necessaria per placare le tensioni nel paese tra le diverse fazioni e garantire il cessate il fuoco nella nazione e garantire l'inizio di un processo democratico ed elettorale.
La missione fu composta da un numero iniziale di circa 1.100 osservatori per poi essere costituito da 300 osservatori nel periodo finale della missione. I paesi che contribuirono al contingente furono: Argentina, Bangladesh, Bolivia, Brasile, Bulgaria, Congo, Egitto, Francia, Gambia, Ghana, Giordania, Guinea Bissau, India, Kenya, Malesia, Mali, Namibia, Nuova Zelanda, Nigeria, Norvegia, Paesi Bassi, Pakistan, Polonia, Portogallo, Romania, Russia, Senegal, Slovacchia, Spagna, Svezia, Tanzania, Ucraina, Ungheria, Uruguay, Zambia e Zimbabwe.
La missione terminò nel 1999; ed il costo totale fu di 239 milioni di dollari; durante la missione 17 peacekeepers hanno perso la vita.
Il quartier generale fu posto nella capitale angolana, Luanda, il contingente venne guidato dal generale Phillip Valerio Sibanda (Zimbabwe) dal giugno 1997 all'aprile 1998 e dal generale Seth Kofi Obeng (Ghana) dal maggio 1998 al febbraio 1999.